# Apteribis
Apteribis — викопний рід пеліканоподібних птахів родини ібісових (Threskiornithidae), що існував у пізньому плейстоцені на Гаваях. Птах мешкав на давньому острові Мауї Нуї, який 200 тис. років тому, через підвищення рівня світового океану, розпався на дрібніші острови — сучасні Мауї, Ланаї та Молокаї. Птах був нелітаючим і не зміг пережити зміну клімату та вулканічну активність на островах.

## Види
Описано два види:
- †A. glenos Olson & Wetmore, 1976 з острова Молокаї
- †A. brevis Olson & James, 1991 з острова Мауї

Викопні матеріали, зібрані на острові Мауї, свідчать про те, що там, очевидно, траплявся третій, ще неописаний вид. Він був більшим за розміром і траплявся на нижчих висотах, ніж A. brevis. Ще один надзвичайно добре збережений зразок був знайдений на Ланаї, але він ще не описаний на видовому рівні.